# Jaszczurnikowate
Jaszczurnikowate (Synodontidae) – rodzina drapieżnych ryb skrzelokształtnych (Aulopiformes). Z powodu podobieństwa kształtu głowy i pyska do jaszczurek określane są też nazwą ryby-jaszczurki. Niektóre gatunki są poławiane gospodarczo.

## Występowanie i biotop
Ocean Atlantycki, Ocean Spokojny i Ocean Indyjski. Zasiedlają przybrzeżne wody morskie nad piaszczystym dnem, przedstawiciele rodzaju Saurida wpływają do wód słonawych.

## Cechy morfologiczne
Jaszczurnikowate przypominają jaszczurki kształtem głowy i pyska, rozmiarami oraz zachowaniem. Ich ciało jest wydłużone, cylindryczne, rzadko przekracza długość 30 cm. Największe osobniki z rodzaju Harpadon dorastają do około 70 cm. Lekko spłaszczona głowa pokryta jest łuskami. Duży, szeroki, bardzo głęboko wcięty otwór gębowy z licznymi, ostrymi, drobnymi zębami, również na języku. 8–26 promieni branchiostegalnych (podskrzelowych). W płetwach brak promieni twardych. Płetwy brzuszne duże, położone przed nasadą płetwy grzbietowej. Mała płetwa tłuszczowa położona jest nad odbytową, przy nasadzie ogona. Płetwa ogonowa widełkowato wcięta. Liczba kręgów: 39–67. Ubarwienie piaskowe z deseniem plamek, pręg lub zygzaków w kontrastowych kolorach. Larwy są smukłe i przezroczyste. Do osobników dorosłych upodabniają się przy długości około 5 cm.

## Tryb życia
Jaszczurnikowate są żarłocznymi drapieżnikami, żywiącymi się rybami i skorupiakami. Polują z ukrycia, zwykle zamaskowane na dnie, często przysypane piaskiem. Atak jest błyskawiczny.

## Klasyfikacja

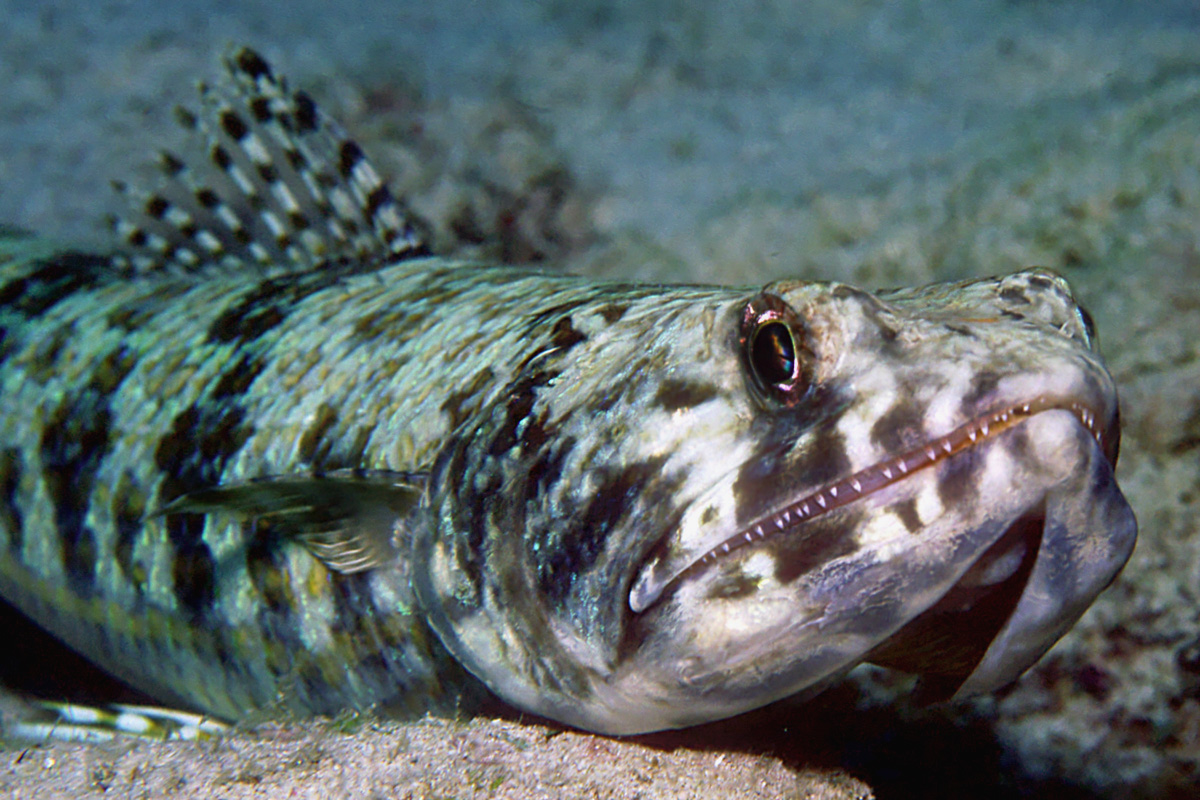
Synodus intermedius

Rodzaje zaliczane do tej rodziny są zgrupowane w podrodzinach:
- Harpadontinae (harpadonowate[6]): Harpadon — Saurida
- Synodontinae: Synodus — Trachinocephalus

Rodzajem typowym rodziny jest Synodus.

## Znaczenie gospodarcze
Nieliczne gatunki jaszczurnikowatych są lokalnie poławiane na niewielką skalę. Ich mięso jest uważane za smaczne.